# الإسلام والعلم
الإسلام والعلم يتناول العلاقة بين دين الإسلام، ومعتنقيه من (المسلمين)، والمجتمعات والأنشطة التي تعرف باسم العلم. كما هو الحال مع جميع الفروع الأخرى من المعرفة الإنسانية، والعلوم، من وجهة النظر الإسلامية، هي دراسة الطبيعة التي تستقى أصولها من  التوحيد ، ومفهوم وحدانية الله «الوحدانية في الإسلام» من  الله في الإسلام. في الإسلام، لا ينظر إلى الطبيعة كشيء منفصل ولكن باعتبارها جزءا لا يتجزأ من النظرة الكلية إلى الله والإنسانية والعالم والكون. هذه الروابط تعني الجانب المقدس من سعي المسلمين للمعرفة العلمية، حيث كانت الطبيعة في القرآن تعد تجميعا للعلامات المفضية إلى معرفة الله الواحد. إنه كان مع هذا الفهم كان السعي وراء العلم، وذلك قبل عصور الاستعمار للعالم الإسلامي كان هذا السعى محترماً، في الحضارات الإسلامية.
الفيزياء النظرية والعام الطبيعى جيم الخليلي كان يعتقد أن المنهج العلمي الحديث كان إنجازا رائدا من قبل ابن الهيثم (المعروف في العالم الغربي بأنه «ابن الهيثم»)، الذي كان قد حقق إسهامات شبيهة لتلك التي أنجزها إسحاق نيوتن. روبرت بريفولت، في صنع الإنسانية ([1919])، يؤكد أن وجود العلم، كما مفهوم بالمعنى الحديث، كان متجذرا في الفكر العلمي والمعرفة التي ظهرت في الحضارات الإسلامية خلال هذه الفترة.
العلماء وعلماء المسلمين قد وضعوا في وقت لاحق مجموعة متنوعة من وجهات النظر حول مكانة التعلم العلمي في إطار الإسلام، فإن أيا منها كان مقبولا عالميا. ومع ذلك، فإن معظم الدارسين حافظوا على رأي مفاده أن اكتساب المعرفة والسعي العلمي بشكل عام ليست في عدم الوفاق مع الفكر الإسلامي والعقيدة الدينية.

## نظرة عامة
نظرية المعرفة، وعلم الوجود، والأخلاق، والغرض، الخ." المسلمين يعتقدون أن القرآن هو الوحي النهائي من الله لإرشاد البشرية.
العلم هو السعي وراء المعرفة وفهم العالم الطبيعي والاجتماعي تتبعه منهجية تستند إلى أدلة. وهو نظام اكتساب المعرفة قائمة على أساس التجريبية العلمية والتجريب.
والمنهجية الطبيعية، كذلك هيئة تنظيم المعرفة البشرية اكتسبت من هذه البحوث الكثير. ويؤكد العلماء أن التحقيق العلمي يحتاج إلى الالتزام ملاحظة المنهج علمي، وهي عملية لتقييم المعرفة التجريبية التي تفسر الأحداث دون اللجوء إلى مفاهيم خارقة.

## التاريخ

### العلوم الكلاسيكية في العالم الإسلامي

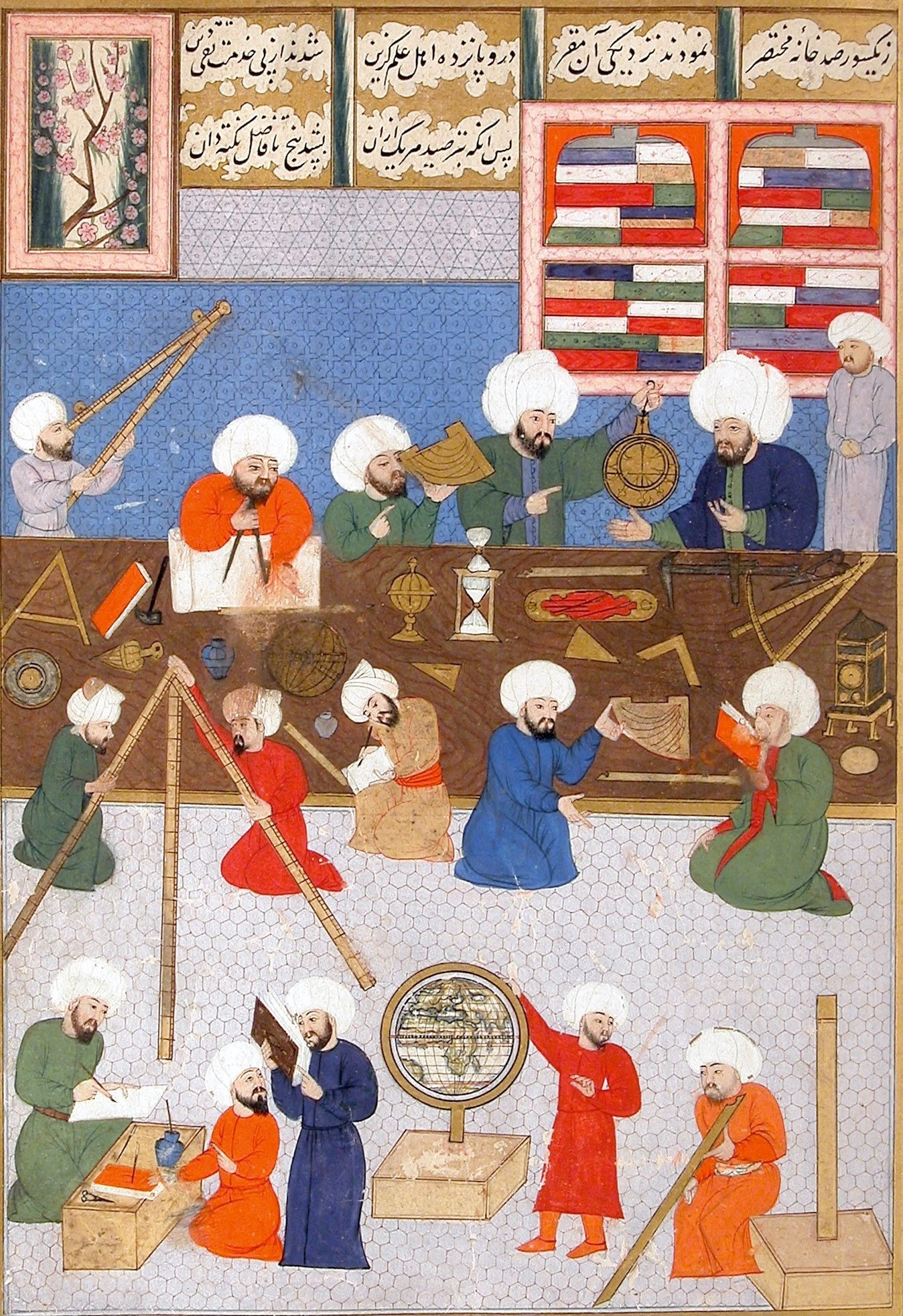
العمل في مرصد تقي الدين

إن تاريخ العلم والعلوم في العالم الإسلامي يشير إلى العلوم التي ازدهرت تحت الحضارة الإسلامية بين القرون 8 و16 , خلال ما يعرف باسم العصر الذهبي للإسلام. ومن المعروف أيضا باسم العلوم العربية منذ كانت غالبية النصوص مكتوبة خلال هذه الفترة باللغة العربية، وهي  لغة تواصل مشترك اتسمت بها  الحضارة الإسلامية. وعلى الرغم من هذه الشروط، لم يكن جميع العلماء خلال هذه الفترة مسلمون أو عربا، كما كان هناك عدد من العلماء من غير العرب الملحوظين (وأبرزهم الفرس)، وكذلك بعض العلماء من غير المسلمين، الذين ساهموا في الدراسات العلمية في العالم الإسلامي.
وهناك عدد من العلماء المعاصرين مثل فيلدينغ غاريسون،  عبد السلام وحسين نصر حيث يعتبران أن العلم والمنهج العلمي هما مستوحيان بشكل كبير من قبل قائمة العلماء المسلمين الذين قدموا قانونا تجريبيا حديثا، وقاعدة تجريبية ونهج كمي إلى تحر (منطق). بعض العلماء، ولا سيما دونالد هيل، أحمد حسن يو،  عبد السلام،  وجورج صليبا،  وقد أشاروا إلى إنجازاتهم بمثابة ثورة علمية إسلامية،  رغم أن هذا لا يتعارض مع وجهة النظر التقليدية للثورة علمية التي ماتزال تدعمه معظم العلماء. بعض التقدم الذي أحرزه علماء الفلك المسلمين في العصور الوسطى، والجغرافيين وعلماء الرياضيات تم بدافع من المشاكل المطروحة في المخطوطات من الكتاب الإسلاميين، مثل الخوارزمي الذي طور غلم الجبر من أجل حل قوانين الميراث الإسلامية، والتطورات في علم الفلك، الجغرافيا، الهندسة الفراغية وعلم المثلثات الكروي من أجل تحديد اتجاه قبلة، وأوقات الصلاة، وتواريخ التقويم الإسلامي.
فخر الدين الرازي (1149-1209)، في التعامل مع مؤلفه مفهوم الفيزياء والعالم المادي في كتابه  مطالب ، يناقش علم الكونيات الإسلامي، وينتقد فكرة أرسطو من مركزية الأرض داخل الكون، و«يستكشف فكرة وجود الكون المتعدد في سياق تعليقه» على أساس النص القرآني الآية «الحمد لله رب العالمين». أنه يثير مسألة ما إذا كان مصطلح «العالم» في هذه الآية تشير إلى «عوالم متعددة داخل هذا الكون الواحد أو الكون، أو إلى العديد من الأكوان الأخرى أو أكوان متعددة وراء هذا الكون المعروف.» وعلى أساس هذه الآية، يقول إن الله قد خلق أكثر من«ألف ألف عالم ( ألفا الألفي عوالم ) ما وراء هذا العالم بحيث كل واحد من تلك العوالم تكون أكبر وأكبر من كتلة من هذا العالم فضلا عن وجود مثل ما لهذا العالم.» القوشجي (1403–1474) الداعم لفرضية دوران الأرض ورفضه لعلم الكونيات الأرسطي كان الدافع وراء المبدأ (الذي يدعو إلى أن الأرض ثابتة) من قبل رجال الدين المغارضين لأرسطو من قبل اللاهوتيين الإسلامي التقليديين، مثل الغزالي.
وفقا للعديد من المؤرخين، ازدهرت العلوم في الحضارة الإسلامية خلال العصور الوسطى، ولكن بدأت تتراجع في وقت ما حول القرن 14  إلى القرن 16 قرون. على الأقل يلوم بعض العلماء هذا على «صعود الفصيل الديني الذي جمد هذا العلم نفسه، وأوقف تقدمه.» أمثلة من الصراعات مع تفسيرات الإسلام والعلم السائد - أو على الأقل ثمار العلم - تشمل بعد ذلك هدم مرصد اسطنبول الكبير الذي أقامه تقي الدين تقي الدين في غلطة (إسطنبول)، وهو قابل للمقارنة في معداته الفنية والموظفين المتخصصين مع أن له منافس معاصر، عالم الفلك الدنماركي تيخو براهي «. ولكن في حين أن مرصد براهي قد فتح الطريق لتطور جديد غظيم للعلوم الفلكية،» تم هدم مرصد تقي الدين من قبل فرقة من الإنكشارية، «بأمر من السلطان، بناء على توصية من المفتى العام،» في وقت ما بعد1577 ميلادى.

### وصول العلم الحديث إلى العالم الإسلامي
في بداية القرن التاسع عشر، وصل العلم الحديث إلى العالم الإسلامي لكنه لم يكن العلم نفسه هو الذي أصاب علماء المسلمين. بدلا من ذلك، «كان نقل مختلف التيارات الفلسفية متشابكة مع العلم الذي كان له تأثير عميق على عقول العلماء والمفكرين المسلمين. المدارس مثل الفلسفة الوضعية والداروينية التي اخترقت العالم الإسلامي وهيمنت على الأوساط الأكاديمية، وكان لها تأثير ملحوظ على بعض المذاهب اللاهوتية الإسلامية». كانت هناك استجابات مختلفة لهذا بين علماء المسلمين: وكانت ردود الفعل هذه، وبعبارة الأستاذ مهدي غولشاني، ما يلي:
| الإسلام والعلم | 1. البعض رفض العلم الحديث كشىء أجنبى فاسد، معتبرا ذلك يتنافى مع التعاليم الإسلامية، وفي وجهة نظرهم، فإن العلاج الوحيد لركود المجتمعات الإسلامية هو الإلتزام الصارم بالتعاليم الإسلامية. 2. شهد مفكرون آخرون في العالم الإسلامي بأن العلوم تعد مصدرا وحيدا للتنوير الحقيقي، ودعوا إلى اعتماد العلم الحديث. من وجهة نظرهم، فإن العلاج الوحيد لركود المجتمعات الإسلامية أن يتم التمكن من العلوم الحديثة واستبدال النظرة الدينية بالنظرة العلمية. 3. حاولت غالبية العلماء المسلمين المؤمنين على التكيف مع الإسلام إلى ما توصل إليه العلم الحديث. ويمكن تصنيفها في المجموعات الفرعية التالية: - (أ) حاول بعض المفكرين المسلمين تبرير العلم الحديث على أسس دينية. كان الدافع لتشجيع المجتمعات الإسلامية لاكتساب المعرفة الحديثة وحماية مجتمعاتها من الانتقادات من المستشرقين والمفكرين المسلمين. - (ب) حاول آخرون إظهار أن كل الاكتشافات العلمية الهامة قد تم العثور عليها في القرآن والإسلاميون قد ناشدوا العلماء المعاصرين لشرح جوانب مختلفة من الإيمان. - (ج) ولكن علماء آخرين دعوا إلى إعادة تفسير الإسلام. من وجهة نظرهم، لا بد من محاولة بناء لاهوت جديد يمكن من إقامة علاقة قابلة للحياة بين الإسلام والعلم الحديث. الباحث الهندي، السيد أحمد خان، قد سعى إلى لاهوت الطبيعة التي من خلالها يمكن للمرء من إعادة تفسير المبادئ الأساسية للإسلام في ضوء العلم الحديث. - (د) ثم كان هناك بعض العلماء المسلمين الذين يعتقدون أن العلم التجريبي قد وصل إلى نفس الاستنتاجات التي دعى إليها الأنبياء منذ عدة آلاف من السنين. وكان الوحي فقط هو من تقلد شرف النبوة. | الإسلام والعلم |